# 1903 aux échecs
| Années des échecs : 1900 - 1901 - 1902 - 1903 - 1904 - 1905 - 1906    |
| Décennies des échecs : 1870 - 1880 - 1890 - 1900 - 1910 - 1920 - 1930 |

Cet article présente les faits marquants de l'année 1903 aux échecs.

## Championnats nationaux
- Canada : Pas de championnat[1].
- Écosse : James Borthwick remporte le championnat[2].
- France : Adolphe Silbert remporte le championnat amateur[3],[Note 1]
- Empire russe : Mikhaïl Tchigorine remporte le championnat[4].
- Suisse : Ernst Müller remporte le championnat [5].

## Naissances
- Salo Landau
- Lajos Steiner

## Nécrologie
- En 1903 : Gyula Makovetz, Robert Steel (en)
- 26 février : Samuel Tinsley (en)
- 1er juin : Josef Noa (en)